# Загнанная (сериал)
«Загнанная» (исп. Acorralada) — американский сериал 2007 года. Главные роли сыграли Алехандра Ласкано и Давид Сепеда. Главные отрицательные роли сыграли Марица Родригес, Френсис Ондивиела и Хорхе Луис Пила. В Венесуэле сериал транслировался с 10 декабря 2008 года по 25 июля 2009 года.

## Сюжет
Федора Гарсес была когда-то владелицей парфюмерной фабрики. Но одна из сотрудниц фабрики, Октавия Ирасабаль, из зависти разрушила всю жизнь Федоры. С помощью своего мужа она убила мужа Федоры и выставила хозяйку виновной в этом преступлении. Федору арестовали и посадили в тюрьму, а двум маленьким дочкам Федоры Октавия помогла «исчезнуть».
Спустя много лет Федора выходит на свободу. Она поет в баре под именем «Гавиота» исп. Gaviota «чайка». Женщина не оставляет надежду отомстить Октавии и найти дочерей. Она не знает, что её девочек приютила бедная пожилая женщина, Мигелина Сориано. Она воспитала их как родных внучек. Старшая Диана стала очень хорошей медсестрой. Она выросла красивой и привлекательной девушкой, и многие мужчины влюбляются в неё. Младшая Габи — очень застенчивая и неловкая девушка, которая стесняется своего плохого зрения. По иронии судьбы она работает служанкой у Октавии.
Октавия добилась за эти годы очень многого. Фабрика стала процветать и приносить огромные доходы. У Октавии трое детей. Старший — Максимилиано, это серьёзный и положительный мужчина, опора и гордость матери, который стремится вникать в дела фабрики. Второй сын — это Ларри, привлекательный и мускулистый блондин с очаровательной улыбкой. Он мечтает быть моделью, а не заниматься бизнесом, что безумно злит его мать. И третий ребёнок Октавии — это Паола, бесшабашная и жизнерадостная девушка, которая никак не хочет остепениться, чтобы выучиться, выйти замуж и родить детей. Она стремится найти себя, но не желает отказывать себе в развлечениях.
Октавия решает нанять сиделку для своей пожилой свекрови, и этой сиделкой становится Диана. И именно с этого момента начинается вся история. Диана влюбляется в Максимилиано, а Габи тайно мечтает о Ларри. Но когда девушки узнают о тайне своего рождения, им придется решить, будут ли они поддерживать мать в своей мести. Федора и Октавия будут против этой любви. И выяснится, что этих женщин связывает не только давняя вражда.

## Актёры
- Алехандра Ласкано — Диана Сориано
- Давид Сепеда — Максимилиано Ирасабаль Аларкон
- Марица Родригес — Марфиль Мондрагон де Ирасабаль/ Дебора Мондрагон де Давила.
- Соня Смит — Федора Гарсес «Гавиота»
- Френсис Ондивиела — Октавия Аларкон де Ирасабаль
- Уильям Леви — Ларри Ирасабаль Аларкон
- Мариана Торрес — Габи Сориано
- Хорхе Луис Пила — Диего Суарес
- Элизабет Гутьеррес — Паола Ирасабаль
- Роберто Матеос — Пако Васкес
- Офелия Кано — Йоланда Аларкон
- Вирна Флорес — Камила Линарес
- Юл Буркле — Андрес Давила
- Алисия Пласа — Бруна Перес
- Марица Бустаменте — Карамело Васкес
- Хулиан Хиль — Франсиско Суарес
- Нелида Понсе — Мигелина Сориано
- Рауль Оливо — Эмилио
- Хуан Видаль — Кике
- Диана Осорио — Пилар
- Мариано Уэрдо — Сильвита[3].